# 李洪基
李 洪基（り こうき、Li Hongji、? - 1873年）は、清末のミャオ族の蜂起の指導者。
貴州省台拱庁出身。張秀眉の蜂起に参加し、古州の駐屯にあたった。1872年に蜂起は失敗し、張秀眉は捕えられたが、李洪基は部隊を率いて包囲を突破し、丹江・古州・茘波などで清軍を打ち破った。しかし1873年末に丹江で清軍に敗北し、捕えられて斬られた。